# Phil Soussan
Phil Soussan (Londres, 23 de junio de 1961) es un bajista, compositor y productor británico que ha sido miembro de bandas como Ozzy Osbourne, Dio, Billy Idol, Vince Neil, Johnny Hallyday, John Waite, Big Noize, Beggars & Thieves y Last in Line.

## Carrera
Con Ozzy Osbourne tocó en el disco The Ultimate Sin y escribió el exitoso sencillo "Shot in the Dark".
Recientemente se ha encargado de producir y mezclar proyectos de Dokken, Trevor Lukather, Toto y Blues Traveler, además de integrar la formación de la banda Last in Line.
En el año 2006 lanzó al mercado su primer álbum como solista, titulado Vibrate.

## Discografía destacada

### Ozzy Osbourne
- The Ultimate Sin (1986)
- The Ultimate Ozzy (Vídeo, 1986)

### Billy Idol
- Charmed Life (1990)

### Beggars and Thieves
- Beggars & Thieves (1990)

### Johnny Hallyday
- Rough Town (1994)
- Live at La Cigale (1995)
- Lorada (1996)
- Lorada Tour Live (1996)
- Destination Vegas (1997)

### Steve Lukather
- Luke (1997)

### Solista
- Vibrate (2006)